# Australien ved sommer-OL 1896
Australien ved sommer-OL 1896. Én udøver fra Australien deltog i to sportsgrene under de første moderne olympiske lege 1896 i Athen. Australien kom på ottende plads med to guldmedaljer.  

## Medaljer
| 1896 Athen | Guld | Sølv | Bronze | Total |
| Australien | 2    | 0    | 0      | 2     |

Det blev ikke uddelt guld, sølv og bronzemedaljer under sommer-OL 1896 i Athen. Vinderen fik en sølvmedalje, og den som kom på andenpladsen fik bronze. Det var først under sommer-OL 1904 det blev uddelt medaljer til de tre bedste, men IOC har med tilbagevirkende kraft besluttet at medaljefordelingen også gælder for de olympiske lege 1896 i Athen og 1900 i Paris. 
Edwin Flack vandt også en bronzemedalje i tennis, double for herrer, sammen med britiske George S. Robertson.

## Medaljevinderne
| Australien under OL 1896 Athen | Australien under OL 1896 Athen | Australien under OL 1896 Athen | Australien under OL 1896 Athen | Australien under OL 1896 Athen |
| Medaljer                       | Utøver                         | Sport                          | Øvelse                         | Resultat                       |
| ------------------------------ | ------------------------------ | ------------------------------ | ------------------------------ | ------------------------------ |
| Gull                           | Edwin Flack                    | Atletik                        | 800 meter                      | 2.11,8                         |
| Gull                           | Edwin Flack                    | Atletik                        | 1500 meter                     | 4.33,2                         |